# Fergana
Fergana este un oraș situat în partea de est a Uzbekistanului, în Depresiunea Fergana. Este reședința regiunii Fergana.